# إيرفين نجابث
إيرفين نجابث (مواليد 12 فبراير 1991) هو لاعب كرة قدم فرنسي يلعب في نادي مودينا فولي ومنتخب فرنسا.